# 徐採鉉
徐采鉉（2003年11月1日—），韩国女子攀岩运动员，2021年世界攀岩锦标赛女子难度赛金牌得主、2023年世界攀岩锦标赛女子难度赛铜牌得主、2022年亚洲运动会女子全能赛银牌得主。